# نادي رجاء بني ملال
نادي رجاء بني ملال، نادٍ رياضي مغربي من مدينة بني ملال، يلعب في دوري الدرجة الثانية المغربي.

## تاريخ
تأسس فريق رجاء بني ملال سنة 1956 من قبل عبد اللطيف المسفيوي ( الذي كان أول من ترأس الفريق) بعد اندماج فريقي المدينة آنذاك الاتحاد الملالي والمولودية الملالية - اللذان كانا يمثلان فرق المقاومة ضد الاستعمار.
يُذكَر أن التاريخ الكروي في مدينة بني ملال بدأ قبل الاستقلال وبالضبط سنة 1946، التي عرفت ميلاد أول نادي في المدينة تحت اسم النادي الرياضي الملالي الذي كان يلعب بأقمصة مخططة أفقيا بالأبيض والأخضر وهو نفس قميص نادي رجاء بني ملال حيث احتفظ النادي بنفس شكل قميص النادي الرياضي الملالي الذي اختفى بعد استقلال المغرب سنة 1956.

## الإنجازات
- بطولة المغرب (البطولة الوطنية المغربية)، مرة واحدة 1973-1974.[1]
- وصل 3 مرات إلى المربع الذهبي لكأس العرش سنوات 1965 - 1971 و 1995 و 2013 .[1]

## شعارات النادي

شعار سابق
شعار سابق لغاية 2012

## مدربين تعاقبوا على النادي
| الرقم | الاسم            | من            | إلى         | المصدر                  |
| ----- | ---------------- | ------------- | ----------- | ----------------------- |
| 1     | "إدريس اللوماري" | 7 أكتوبر 2022 | 25 ماي 2023 | [ 2 ] [ 3 ] [ 4 ] [ 5 ] |
| 2     | "محمد بودريف"    | 9 يوليو 2022  |             | [ 6 ]                   |
| 3     | "مصطفى العسري"   | 6 مارس 2021   |             | [ 7 ] [ 8 ]             |
| 4     | محمد مديحي       | 2019          |             | [ 9 ] [ 10 ] [ 11 ]     |
| 5     | المغرب           |               |             |                         |
| 6     | المغرب           |               |             |                         |
| 7     | المغرب           |               |             |                         |